# Batomys salomonseni
Batomys salomonseni is een knaagdier uit het geslacht Batomys dat voorkomt op Mindanao, Leyte, Biliran en Dinagat. Hoewel de soort oorspronkelijk in een apart geslacht, Mindanaomys, werd beschreven, lijkt hij morfologisch sterk op B. granti uit Luzon. Toch heeft hij een wat lichtere vacht, smallere achtervoeten, een smallere, minder harige staart en geen gezichtsmasker.
B. salomonseni komt voor van zeeniveau tot in hoge bergbossen (tot 1000 m op Leyte, tot 2250 m op Mindanao), maar is algemener op grotere hoogte.